# The Best Thing About Me Is You
«The Best Thing About Me Is You» es un sencillo de Ricky Martin con Joss Stone, de su álbum bilingüe Música + alma + sexo. Martin presentó esta canción con Stone por primera vez en The Oprah Winfrey Show el 19 de octubre de 2010. La canción fue lanzada a iTunes el mismo día. La canción se había estrenado anteriormente en la radio en el programa de Ryan Seacrest.
La versión en inglés presenta a la cantante Joss Stone, mientras que en la versión en español, Lo mejor de mi vida eres tú, quién reemplaza la voz de Stone es Natalia Jiménez. La canción es el sencillo más alto de Joss Stone en Estados Unidos hasta ahora y también es su primer sencillo desde "Tell Me 'bout It" (2007) en estar en listas en Billboard Hot 100 y esta canción es el primer número uno en Latin Pop Songs como también es la primera mujer inglesa de origen no hispano en llegar a un número en Hot Latin Pop Songs.

## Composición
A través de su cuenta de Twitter, Ricky Martin anunció que "la promoción comienza" para su nuevo musical, y luego, en un par de mensajes, reveló más detalles de su álbum.
La canción combina ritmos reggae con latino y pop en la música y la letra fue hecha por Claudia Brant, Desmond Child, Andreas Carlsson, Eric Bazilian y Ricky Martin, dijo un comunicado de prensa de la estrella puertorriqueña.
El vídeo musical fue grabado el 25 y 26 de octubre de 2010 en Miami, Florida. El estreno del vídeo fue por el canal de YouTube de Martin el 10 de enero. Joss Stone no aparece en el vídeo. La versión española del vídeo fue lanzada en Univision.